# Mia Eriksson
Mia Eriksson (* 20. Juni 1987 in Gällivare) ist eine ehemalige schwedische Skilangläuferin.

## Werdegang
Eriksson, die für den Piteå Elit SK startete, nahm von 2006 bis 2021 vorwiegend an FIS-Rennen und am Scandinavian Cup teil. Bei den Nordischen Junioren-Skiweltmeisterschaften 2006 in Kranj belegte sie den 13. Platz über 5 km klassisch und den neunten Rang im Sprint. Im Weltcup startete sie erstmals im November 2006 in Gällivare und errang dabei den 19. Platz mit der Staffel. Bei den Nordischen Junioren-Skiweltmeisterschaften 2007 in Tarvisio kam sie auf den 13. Platz im Skiathlon, auf den sechsten Rang über 5 km Freistil und auf den fünften Platz im Sprint. Ihr erstes Weltcupeinzelrennen lief sie im März 2007 in Stockholm, welches sie auf dem 47. Platz im Sprint beendete. Zu Beginn der Saison 2008/09 holte sie in Düsseldorf mit dem neunten Platz im Sprint ihre ersten Weltcuppunkte. Dies ist auch ihre beste Einzelplatzierung im Weltcup. Diese Platzierung wiederholte dort drei Jahre später. Im weiteren Saisonverlauf errang sie im Scandinavian Cup zweimal den dritten Platz und holte im Sprint in Ulricehamn ihren ersten und einzigen Sieg im Scandinavian Cup. Sie belegte damit den vierten Platz in der Gesamtwertung. Im November 2010 gelang ihr der 34. Platz bei der Nordic Opening in Kuusamo. Die Tour de Ski 2012/13 beendete sie auf dem 41. Platz und die Tour de Ski 2018/19 auf dem 26. Rang. Letztmals im Weltcup startete sie im Januar 2019 in Ulricehamn, wobei sie den 53. Platz über 10 km Freistil errang.
Eriksson wurde 2008 schwedische Meisterin im Sprint, 2009 zusammen mit Charlotte Kalla im Teamsprint und 2014 mit der Staffel von Piteå Elit SK.

## Siege bei Continental-Cup-Rennen
| Nr. | Datum            | Ort        | Disziplin       | Serie            |
| --- | ---------------- | ---------- | --------------- | ---------------- |
| 1.  | 14. Februar 2009 | Ulricehamn | Sprint Freistil | Scandinavian Cup |